# 로버트 크레이머
로버트 크레이머(Robert Kramer, 1939년 6월 22일 ~ 1999년 11월 10일)는 미국의 각본가, 영화 감독, 배우이다.
뉴욕에서 태어났으며 오트노르망디에서 사망하였다. 사인은 수막염이다.

## 영화
- 브레이크업 - 이별후애 (2006년)